# Stalag VIII C
Lo Stalag VIII C era un campo tedesco di prigionieri di guerra durante la Seconda guerra mondiale, adiacente al tristemente celebre Stalag Luft III nei pressi di Sagan in Germania, (ora Żagań in Polonia). Costruito all'inizio della Seconda Guerra mondiale occupava 48 ettari.

## Storia
Il campo fu costruito nel settembre del 1939 per accogliere diverse migliaia di prigionieri polacchi dopo l'offensiva del settembre 1939. Nel giugno del 1940, contravvenendo alla Terza Convenzione di Ginevra, la maggior parte di loro fu privata della qualifica di prigioniero di guerra e fu trasferita nei campi di lavoro. Dei soldati francesi e belgi, fatti prigionieri durante la Campagna di Francia presero il loro posto, molti di loro provenienti dall'Algeria, dal Marocco e dal Senegal.
Nel 1941 arrivarono nuovi prigionieri dopo la Campagna dei Balcani, la maggior parte britannici, canadesi, greci e iugoslavi. Furono seguiti da prigionieri sovietici catturati durante l'Operazione Barbarossa. Alla fine del 1941, circa 50.000 prigionieri erano stipati in uno spazio progettato per contenerne solo un terzo. Le condizioni erano spaventose, la fame, le epidemie e i maltrattamenti richiesero un pesante tributo di vite umane.
All'inizio del 1942, i prigionieri sovietici furono trasferiti in altri campi, in particolare nello Stalag VIII E a Neuhammer, ora Świętoszów in Polonia. Nuovi prigionieri arrivarono, catturati durante la Guerra del Deserto nell'Africa del Nord, soprattutto dopo la caduta di Tobruk nel dicembre del 1941. Si trattava principalmente di australiani, di sudafricani (sia bianchi sia neri) e di polacchi.

## Evacuazione e rimpatrio
All'inizio di febbraio 1945, molti prigionieri, soprattutto della Gran Bretagna e del Commonwealth, furono condotti verso ovest dinanzi all'offensiva sovietica. Il comando del campo tedesco distrusse tutti i documenti e tutte le prove dei crimini commessi. Il 14 febbraio l'Armata Rossa entrò nel campo che utilizzò successivamente per rinchiudervi i prigionieri tedeschi.

## Memoria
Nel 1961, fu eretto nel cimitero un monumento in ricordo delle migliaia di prigionieri che morirono e furono interrati nel campo. Nel 1971, fu creato nell'area del campo di lavoro il «Museo del Martirologio dei prigionieri di guerra alleati» (Muzeum Obozów Jenieckich W Żaganiu) per accogliere i ricordi e gli archivi dei due Stalag, lo Stalag VIII C e lo Stalag Luft III. Il lager, come tutti i campi di concentramento venne fornito di forno crematorio per eliminare i prigionieri morti ed evitare epidemie. Non ci furono mai camere a gas.